# Francina Armengol
Francesca Lluc Armengol Socías (Inca, 28 de novembro de 1958) é uma farmacêutica e política espanhola, membro do Partido Socialista das Ilhas Baleares. Entre julho de 2015 e junho de 2023, foi presidente do Governo das Ilhas Baleares, sendo a primeira mulher a ocupar esta posição. Atualmente, é Presidente do Congresso dos Deputados do Reino de Espanha e deputada eleita pelo PSOE.

## Biografia
Filha de Jaume Armengol Coll, farmacêutico e prefeito da cidade de Inca entre 1991 e 1995, formou-se em Farmácia pela Universidade de Barcelona em 1995. Posteriormente, fez pós-graduação em Dermofarmácia e estudou  Direito pela Universidade Aberta da Catalunha. Quando terminou seus estudos, trabalhou na farmácia da família até 1999.

### Carreira política
Durante seu período universitário em Barcelona, fez parte do sindicato estudantil pró-independência Bloc d'Estudiants Independentistes (BEI). Militante desde os anos 1990 no Partido Socialista das Ilhas Baleares, assumiu a Vice-secretaria geral da Federação Socialista de Maiorca e a Secretaria da Mulher do PSIB-PSOE entre 1997 e 2000.
Em 2000, foi eleita Secretária Geral da Federação Socialista de Maiorca, e reeleita nos congressos de 2004 e 2008.
Ela também é secretária do Comitê Executivo Federal do PSOE desde julho de 2004, a partir do XXXVI Congresso Socialista. Em 2016, foi a única socialista exercendo uma presidência de uma Comunidade autônoma a apoiar Pedro Sánchez. Nas eleições gerais em 2023 foi eleita deputada e Presidente do Congresso dos deputados, após um acordo entre o PSOE com os partidos independentistas e de extrema-esquerda.

### Trajetória institucional

#### Deputada do Parlamento das Ilhas Baleares
Foi vereadora da Câmara Municipal de Inca entre 1998 e 2000, período em que foi eleita deputada do Parlamento das Baleares por Maiorca nas listas do Partido Socialista das Ilhas Baleares. Ela assumiu a vaga na V legislatura em 12 de julho de 1999 e desde então é deputada, repetindo a vaga nas VI, VII, VIII, IX e X legislaturas. De 1999 a 2003, foi porta-voz suplente do Socialista Grupo Parlamentar, passando em 2004 a porta-voz titular até 2007 e de 2011 a 2015.
Como deputada regional, fez parte do Comitê de Estudo sobre Abusos e Violência contra a Mulher (2000), coordenadora da Lei da Paridade, aprovada no Parlamento das Ilhas Baleares em 2002, membro do Comitê sobre o estudo para a reforma do Estatuto de Autonomia das Ilhas Baleares, (2004-2006), a qual apresentou em uma intervenção no Congresso dos Deputados em setembro de 2006.

#### Conselho Insular de Maiorca
De 1999 a 2004, foi membro do Conselho Insular de Maiorca. Em 1999, foi conselheira e porta-voz do grupo de conselheiras socialistas, e em 7 de julho de 2007 assumiu a presidência do Conselho Insular de Maiorca. Durante seu mandato, o Plano Territorial de Maiorca foi modificado, eliminando as ART criadas durante a legislatura de  2003-2007, foram feitas mudanças na política social através do Instituto de Assuntos Sociais de Maiorca, o Canto da Sibila foi declarado Patrimônio Cultural Imaterial da Humanidade, foi promovida a criação da Assembléia de Prefeitos de Maiorca como órgão consultivo do Conselho Insular da ilha, foi alcançado o reconhecimento da Serra de Tramuntana como Patrimônio Mundial pela Unesco, a localidade de Raixa foi aberta ao público após sua restauração, e mais competências (caça, artesanato e atividades classificadas) foram atribuídas à instituição.
Nas eleições de 22 de maio de 2011, foi candidata do PSIB-PSOE ao Conselho de Maiorca nas eleições, mas perdeu a presidência.

#### Porta-voz socialista no Parlamento das Ilhas Baleares
Em seguida, assumiu o posto de porta-voz do grupo socialista no Parlamento das Ilhas Baleares, liderando a oposição ao governo de José Ramón Bauzá após a ida de Francesc Antich ao Senado.
É secretária geral do PSIB-PSOE desde 26 de fevereiro de 2012.

### Presidente do Governo das Ilhas Baleares
Em 24 de maio de 2015, nas eleições regionais, o Partido Socialista foi a segunda força mais votada (15 deputados) no Parlamento das Ilhas Baleares. Ela foi investida presidente do Governo das Ilhas Baleares em 30 de junho de 2015 com 34 votos a favor (15 do PSOE, 10 do Podemos e 9 do Més per Mallorca), 22 votos contra (20 do Partido Popular e 2 do Ciudadanos) e 3 abstenções (3 da El Pi-Proposta per les Illes). Em 2 de julho, ela tomou posse como Presidente do Governo das Ilhas Baleares no Consulado do Mar, sede da presidência, após a assinatura do decreto real de sua nomeação pelo Rei Filipe VI.
Após a celebração das eleições para o Parlamento das Ilhas Baleares em 2019, ela foi reeleita presidente do Governo das Ilhas Baleares em 26 de junho de 2019 com os votos de seu partido, Unidas Podemos, Més per Mallorca, Més per Menorca e Gent per Formentera, enquanto PP, Ciudadanos e Vox votaram contra e El Pi-Proposta per les Illes se absteve.
Em 2023, após a derrota do PSOE nas eleições para o Parlamento das Ilhas Baleares, renunciou ao cargo de presidente do governo das Ilhas Baleares para ser cabeça de lista do PSOE pelas Ilhas Baleares nas eleições gerais de 2023.

## Controvérsias
Durante a pandemia de COVID-19, ela foi surpreendida às 1:15 da manhã no HAT BAR pela Polícia Local de Palma, desrespeitando o horário de encerramento noturno. O Partido Popular das Baleares pediu a sua demissão por descumprir as restrições. Armengol explicou que um dos seus acompanhantes desmaiou ao sair do local, pelo que ficaram do lado de fora meia hora depois a socorrê-lo, apontando que se lamentava pelo ocorrido e que a imagem veiculada não havia sido o que realmente aconteceu.